# Vitali Sevastianov
Vitali Ivanovich Sevastianov (en ruso: Вита́лий Ива́нович Севастья́нов; 8 de julio de 1935 – 5 de abril de 2010) fue un cosmonauta e ingeniero soviético, que voló en las misiones del Soyuz 9 y Soyuz 18.

## Biografía
Se formó como ingeniero en el Instituto de Aviación de Moscú y, después de su graduación en 1959, entró en el departamento de diseño de Serguéi Koroliov, donde trabajó para el diseño de nave espacial Vostok. También fue profesor en el Centro de Entrenamiento de Cosmonautas Gagarin, dando clases de físico aeronáutica. En 1967, comenzó a entrenarse como cosmonauta. Entre el 15 y el 24 de septiembre de 1972 visitó Zagreb.
Sevastianov hizo dos misiones espaciales exitosas. La primera en 1970 donde fue el ingeniero a bordo de la Soiuz-9. Pasó 17 días y participó en la primera partida de ajedrez entres dos contrincantes uno en el espacio y el otro en la Tierra. La segunda vez Sevastianov participó en la expedición a la estación espacial “Saliut-4” y pasó lejos de la Tierra más de 62 jornadas. También formaba parte de la tripulación que la Unión Soviética entrenaba para un viaje a la Luna pero que finalmente fue eliminado.
Después de estas dos misiones exitosas, fue retirado de su status de cosmonauta activo en 1976. Desde allí empezó a trabajar como control de tierra de la Salyut 6 antes de volver al diseño aeroespacial en la década de los 80 para trabajar en el transbordador Burán.
En 1971, fue el ingeniero de vuelo de apoyo para la desafortunada misión Soyuz 11, que terminó en un desastre cuando la nave se despresurizó sobre la línea Kármán, matando a los tres tripulantes. Sevastianov, junto con Aleksey Leonov, Rusty Schweickart y Georgy Grechko establecieron la Asociación de Exploradores Espaciales en 1984. La membresía está abierta a todas las personas que han volado en espacio exterior.
Entre otras facetas, fue presidente de la Federación Soviética de Ajedrez de 1977 a 1986 y de 1988 a 1989. Durante la década de 1980, fue el presentador de un popular programa de televisión sobre exploración espacial titulado Hombre, Tierra, Universo. 
En 1993, dejó el programa espacial y fue elegido miembro de la Duma en 1994.
Falleció en Moscú el 5 de abril de 2010 a los 74 años.

## Premios y distinciones
- Héroe de la Unión Soviética
- Pilotos-cosmonautas de la URSS
- Orden de Lenin
- Medalla Conmemorativa por el Centenario del Natalicio de Lenin
- Premio Estatal de la Unión Soviética
- Premio Lenin Komsomol
- Maestro Honorario del Deporte
- Orden del Nilo (Egipto)
- Medalla de Oro Yuri A. Gagarin (Federación Aeronáutica Internacional)